# Masatoshi Koshiba
Masatoshi Koshiba (小柴 昌俊, Koshiba Masatoshi) (Toyohashi, 19 de setembro de 1926 - 12 de novembro de 2020) foi um físico japonês.
Recebeu o Nobel de Física de 2002, "por contribuições pioneiras à astrofísica, em particular pela detecção dos neutrinos cósmicos".
Nascido em setembro de 1926 na cidade de Toyohashi, formou-se na Faculdade de Ciências da Universidade de Tóquio e obteve o doutoramento na Universidade de Rochester, em Nova Iorque na década de 50.
Nos anos 80, estabeleceu um observatório subterrâneo numa mina em Kamioka destinado ao estudo dos neutrinos solares e atmosféricos.
Morreu em 12 de novembro de 2020, aos 94 anos.

## Publicações
- Koshiba, M.; Fukuda, Y;  et al. (1998). «Evidence for Oscillation of Atmospheric Neutrinos». Physical Review Letters. 81 (8): 1562–1567. Bibcode:1998PhRvL..81.1562F. arXiv:hep-ex/9807003. doi:10.1103/PhysRevLett.81.1562
- Koshiba, M.; Fukuda, Y;  et al. (1999). «Constraints on Neutrino Oscillation Parameters from the Measurement of Day-Night Solar Neutrino Fluxes at Super-Kamiokande». Physical Review Letters. 82 (9): 1810–1814. Bibcode:1999PhRvL..82.1810F. arXiv:hep-ex/9812009. doi:10.1103/PhysRevLett.82.1810